# Malouma
Malouma Mint El Meidah (en árabe: المعلومة منت الميداح‎; Mederdra, 1 de octubre de 1960), más conocida simplemente como Malouma o Maalouma, es una cantante, política y compositora mauritana. 
Criada en el suroeste del país por padres versados en la música tradicional mauritana, dio su primera presentación musical a los doce años de edad y poco después apareció en conciertos solistas. Su primera canción, «Habibi Habeytou», criticaba duramente la manera en que las mujeres eran tratadas por sus esposos y, aunque tuvo éxito inmediato, causó una respuesta negativa por parte de las clases tradicionales dominantes. Después de ser obligada a casarse cuando era adolescente, Malouma tuvo que dejar el canto hasta 1986. Desarrolló un estilo único que combinaba la música tradicional con el blues, el jazz y el electro. Hizo apariciones en televisión con canciones que abordaban temas muy controvertidos, como la vida conyugal, la pobreza y la desigualdad, y a principios de los años 90 fue censurada en Mauritania por lo que comenzó a dar conciertos en el extranjero para fines de la década. Después de que la prohibición fuera levantada, relanzó su carrera musical y discográfica, con lo que ganó popularidad, particularmente entre las generaciones jóvenes. Su cuarto álbum, Knou (2014), incluye letras que expresan sus puntos de vista sobre los derechos humanos y el lugar de las mujeres en la sociedad.
Además del aporte de su canto, Malouma también ha peleado por proteger la música de su país: instando al gobierno a que creara una escuela de música, creando una fundación en defensa de la herencia musical y organizando su propio festival de música. También ha estado activa en la política desde los años 90, cuando comenzó una campaña por más democracia. Fue elegida senadora en 2007, la primera política de su casta, pero al año siguiente fue arrestada después de un golpe de Estado. Cuando en 2009 volvió a haber elecciones, se convirtió en senadora representando a Ech-Choura, un partido opositor, donde tuvo responsabilidades especiales para con el medio ambiente. Esto llevó a que en 2011 fuera nombrada embajadora de buena voluntad de la Unión Internacional para la Conservación de la Naturaleza, representando a África Central y Occidental. En diciembre de 2014, anunció que dejaría la oposición para unirse al partido gobernante, Unión por la República, porque sentía que esa era la manera más efectiva para contribuir al progreso del país. Su trabajo ha sido reconocido por los franceses, quienes la condecoraron como Caballera de la Legión de Honor y por los estadounidenses, cuyo embajador en Mauritania le entregó el premio de «Mujer de coraje».

## Primeros años
Malouma Mint Moktar Ould Meidah nació en Mederdra, en la región de Trarza del suroeste de Mauritania, el 1 de octubre de 1960, el año en el que el país finalmente se independizó de Francia. Nacida en una familia griot, creció en la pequeña aldea desértica de Charatt, justo al sur de Mederdra en África Occidental. Su padre, Mokhtar Ould Meidah, era un célebre cantante, intérprete de tidinit y poeta, mientras que a su abuelo, Mohamed Yahya Ould Boubane, se le recuerda como un talentoso escritor y virtuoso del tidinit. Su madre también venía de una familia de conocidos cantantes tradicionales y fue ella quien le enseñó, cuando tenía seis años, a tocar el ardin, un arpa de diez cuerdas que por tradición solo las mujeres pueden interpretar.
| Aquí los artistas tradicionalmente alaban a las tribus gobernantes y a los emires. Cuando quise idear un nuevo tipo de música más apropiada para una Mauritania moderna, pensé en cambiar las letras. En mis textos, estoy comprometida en educar a la gente. —Malouma, citada en RFI Musique, 2003. |

Malouma comenzó su educación en escuela primaria en Mederdra durante 1965. En 1974, obtuvo el título de maestra de primario en la ciudad de Rosso. De acuerdo a las tradiciones de su país, aquellos de la familia Meidah están obligados a proseguir con el arte de sus ancestros. Como resultado, tuvo que abandonar sus aspiraciones de ser maestra. Los miembros de cada casta solo pueden casarse con otros miembros dentro de la misma casta y la sociedad entera se divide por castas política, económica y culturalmente. El movimiento por fuera de una casta particular se encuentra prohibido. Malouma aprendió a tocar los instrumentos de cuerda tradicionales que solo las mujeres pueden tocar, especialmente el arpa ardin, y su padre le enseñó sobre música tradicional mauritana. Como este tenía un gusto musical variado, Malouma creció escuchando obras clásicas de artistas occidentales como Beethoven, Chopin, Mozart, Vivaldi y Wagner, así como la música tradicional bereber, egipcia, libanesa y senegalesa. A menudo acompañaba a sus padres cuando cantaban griots tradicionales.
Malouma comenzó a cantar de niña, dio su primera presentación en un escenario cuando tenía doce años y comenzó a aparecer en conciertos solistas con un repertorio tradicional a la edad de quince. Además de la orientación de su padre, se inspiró en artistas tradicionales entre los que se incluían Oum Kalthoum, Abdel Halim Hafez, Fairouz, Dimi y Sabah. A medida que crecía, se sentía cada vez más interesada en la música blues, a la que se sentía atraída por su similitud con la música tradicional que conocía. Malouma escribió su primera canción, «Habibi Habeytou» («Mi amado, te amé») cuando tenía dieciséis. Era una canción de protesta ante la tradición que tenían los hombres que echaban a sus esposas de la casa para casarse con mujeres más jóvenes. La canción le dio reconocimiento instantáneo, pero provocó una reacción negativa que devino en ataques físicos por parte de la comunidad musulmana establecida. Poco después de haberla escrito, su familia se mudó a Nuakchot, la ciudad capital, para ayudarla a lanzar su carrera musical, pero en su sociedad fuertemente tradicional, Malouma se vio obligada a casarse y abandonar el canto hasta fines de los años 80. Más tarde su padre la acusó de haber arruinado su reputación. Además de las críticas que recibía con sus canciones, había deshonrado a su familia al divorciarse en dos ocasiones: su primer marido se le había sido impuesto a la fuerza, mientras que el segundo venía de una familia noble y no le permitía cantar. A pesar de eso, después de escuchar una de sus canciones, su padre comentó: «Has creado algo nuevo y lo encuentro conmovedor. Lamentablemente, no viviré lo suficiente como para poder protegerte».

## Carrera musical

### Contexto
La primera gran presentación de Malouma fue en 1986, cuando reveló su estilo de fusión, que combinaba interpretaciones tradicionales con elementos más modernos del blues, jazz y electro. Sus primeras canciones, «Habibi habeytou», «Cyam ezzaman tijri» y «Awdhu billah», que abordaban abiertamente temas del amor, la vida conyugal y las desigualdades entre el hombre y la mujer, contrastaban de manera considerable con lo que era aceptable en su país. Sin embargo, tuvieron un fuerte atractivo popular, especialmente en mujeres jóvenes. Malouma desarrolló su enfoque de manera cuidadosa, mezclando temas tradicionales con el rico repertorio e instrumentación de la música popular moderna. Sus composiciones se basaban usualmente en las tradiciones de poetas árabes clásicos como Al-Mutanabbi y Antarah ibn Shaddad, cuyos versos trataban de críticas políticas, sacrificios personales y apoyo a los débiles y oprimidos. También se valió de temas tradicionales mauritanos y modernizó tanto las letras como la presentación musical.

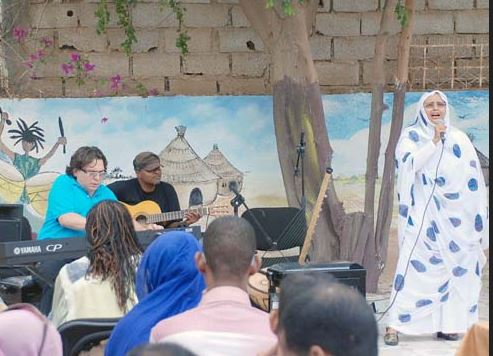
Mike Del Ferro y Malouma dando un recital en la embajada de Estados Unidos para estudiantes de la Universidad de Nuakchot.

Desde un principio, Malouma cantó en una variedad de idiomas, entre los que se incluían el árabe, el hassanía (árabe de Mauritania), el francés y el wólof. Al cantar en distintos idiomas, buscaba difundir su mensaje a una mayor audiencia. No tardó mucho hasta aparecer en televisión junto a su hermana, Emienh, y su hermano, Arafat, quien era instrumentista. Su estilo era controvertido, especialmente después de la publicación de su canción «Habibi Habeytou» y una aparición en el Festival Internacional de Cartago de 1988 en Túnez, donde se refirió a problemas sociales que no eran aceptables en Mauritania, como la pobreza, la desigualdad y las enfermedades. Su participación en ese evento de Cartago la llevó a una posterior aparición en canales árabes transmitidos vía satélite, que le dieron una mayor exposición. Malouma se volvió conocida a nivel nacional y una de las artistas más deseadas, hasta una canción de 1991 sobre la libertad de expresión. Después de escribir canciones que promovían los derechos de las mujeres y que desafiaban el apartheid, se le prohibió hacer apariciones en televisión y radio, dar conciertos, e incluso se le quitó el derecho a una residencia permanente. No dio presentaciones en ningún lugar durante un periodo largo, pero a fines de los años 90 empezó a cantar en otros países africanos, en Europa y en los Estados Unidos. A pesar de ganar una audiencia entre la gente, Malouma fue perseguida tanto por autoridades morales como por gobiernos autoritarios y su música completamente prohibida hasta el año 2003, cuando un grupo de 10 000 personas se opuso al presidente Ould Taya y le pidió que cancelara la prohibición. Algunas restricciones se mantuvieron hasta el derrocamiento del régimen de Ould Taya en 2005.
Los griots tradicionales son canciones de alabanza, pero Malouma usó su voz para cantar en contra de los matrimonios infantiles, la discriminación étnica y racial, la esclavitud y otros problemas divisivos que afrontaba un país a medio camino entre el mundo árabe y África. También cantó sobre el analfabetismo, la concientización del VIH/sida y en apoyo de la vacunación en niños.

### Álbumes y bandas
El primer álbum de Malouma, Desert of Eden (Desierto del Edén), se publicó a través de la discográfica Shanachie Records en 1998. Durante la producción, Malouma sintió que se quitaron los elementos tradicionales, lo que dio como resultado un «pop electrónico insípido»; de todas maneras, el álbum recibió buenas críticas de parte de JazzTimes. A principios de los años 2000, comenzó a trabajar junto a un grupo llamado los Sahel Hawl Blues, que estaba compuesto por diez jóvenes músicos mauritanos de diversos orígenes étnicos (moro, fulani, toucouleur, soninké, wólof y haratin), lo que demostraba su deseo por superar las diferencias raciales. Al hacer esto, fue capaz de extender la música basada en los instrumentos tradicionales de cuerda de los moros para incluir los ritmos de percusión del yembe, el derbake y el bendir. Liderado por Hadradmy Ould Meidah, el grupo apoyó su deseo de modernizar la música tradicional para hacerla más accesible al mundo en general. Salieron de gira en 2004 y 2005 y colaboraron con ella en su segundo álbum, Dunya (Vida), que buscaba recuperar su herencia musical. Producido por Marabi Records en 2003, el álbum contenía doce canciones en las que se conjugaban arpas, laúdes y tambores de piel con guitarras eléctricas y bajo, y géneros tradicionales como el serbat, que usualmente se enfoca en un simple acorde menor, con el jazz.
El siguiente álbum de Malouma, Nour (Luz), se publicó en Francia el 8 de marzo de 2007 en celebración del Día Internacional de la Mujer. Producido por Marabi/Harmonia Mundi, presentaba una variada mezcla de música desde canciones de cuna hasta música de baile. El canto de Malouma recibía el apoyo de quince músicos de estudio con una variedad de instrumentos tradicionales y electrónicos. Las reseñas fueron ambivalentes, pero durante septiembre de 2007 el CD ocupó la posición decimocuarta en la lista musical World Music Charts Europe. Después de una pausa en su música para dedicarse a la política, Malouma relanzó su carrera el 5 de octubre de 2014. Vestida con una toga azul, presentó su nuevo álbum, Knou, en un evento especial en el que subió al escenario por primera vez desde su elección como senadora siete años antes. Decidió llamarlo Knou, que es el nombre de una danza que acostumbran a bailar las mujeres de Mauritania occidental. El álbum se enfocaba en melodías de baile tradicionales, pero unía a las generaciones con algunos giros modernos. Con un estilo que unía los ritmos del jazz, rock y reggae con canciones tradicionales, tuvo una recepción positiva de la crítica.

### Festivales musicales
Las apariciones en festivales de música han sido gran parte de la carrera de Malouma. Su primera participación en un festival internacional fue en el de Cartago, en la ciudad de Túnez, en 1988; su presentación resultó muy exitosa. Malouma regresó a los escenarios en agosto de 2003, al aparecer en el Festival des Musiques Métisses en Angulema, Francia, donde combinó música tradicional mora con un enfoque más moderno de sus temas del álbum Dunya. No solo fue seleccionada «artista del año», sino que recibió el apodo de «Diva des Sables» (Diva de las arenas). Su éxito continuó en octubre del mismo año en la World Music Expo de Sevilla, España, donde un jurado la eligió como artista destacada. Uno de los momentos más memorables del Festival des Musiques Métisses de Angulema fue su nostálgica representación del tema «Mreïmida». La canción resultó igualmente popular durante el Festival de Música Nómade de 2004 en Nuakchot, Mauritania, del cual se le permitió formar parte después de que se hubiera levantado su prohibición. Hizo su aparición allí junto a otra estrella femenina mauritana, Dimi Mint Abba, y el pianista francés Jean-Philippe Rykiel acompañaba en un sintetizador.
Malouma salió de gira por Estados Unidos en 2005 con apariciones en Ann Arbor, Chicago, Boston, Cambridge y Lafayette (por el Festival International de Louisiane), antes de terminar en la ciudad de Nueva York. Dos años después, Malouma participó en el 32.º Paléo Festival en Nyon, Suiza, que se enfocaba en músicos de África del Norte. También apareció en la edición de 2010 del Førde International Folk Music Festival, realizado en Førde, Noruega bajo el tema de «libertad y opresión». En 2012, en el Festival International des Arts de l’Ahaggar en Abalessa, Argelia, acabó elegida como una de las tres grandes finalistas y recibió aprobación por el balance de los instrumentos y voces, la composición y sus dos vocalistas de apoyo. Su presentación de 2013 en el festival World of Music, Arts and Dance (WOMAD), en Wiltshire, Inglaterra incluía un evento llamado «Prueba el mundo», donde los artistas no solo cantaban, sino que preparaban un plato de su país. Los panqueques de cordero, llamados murtabak, que presentó Malouma fueron un plato destacado del festival que permitía un encuentro personal y directo del artista con su audiencia. Su segunda aparición en el escenario del evento también le trajo elogios por su adopción de música moderna. En 2014, Malouma participó en el festival Arabesques de Montpellier, Francia, así como en el festival Rhizomes de París.

## Política
Malouma, oficialmente Malouma Meidah, se volvió activa en política como miembro del partido opositor en 1992, al dar discursos en contra de las dictaduras y en favor de la democracia. En 2007, en las que la mayoría considera las primeras elecciones justas y libres en el país, resultó elegida senadora de Mauritania, una de las seis mujeres senadoras de una legislatura de 56 miembros. También se convirtió en la primera persona de la casta iggawen de músicos en servir como política. Poco después de haber sido elegida, un golpe de Estado tomó lugar en Mauritania en 2008 y derrocó a Sidi Uld Cheij Abdallahi, el primer jefe de Estado electo por democracia. Debido a que Malouma había escrito canciones criticando el golpe, los rebeldes la arrestaron y secuestraron miles de casetes y discos de sus grabaciones. Después del golpe, su líder, Mohamed Uld Abdelaziz, permitió que se celebraran unas nuevas elecciones con poca demora. En julio de 2009, Uld Abdelaziz resultó ganador de la elección presidencial, mientras que también se llevaron a cabo elecciones al Senado, donde un tercio de sus miembros afrontaban una reelección. El grupo opositor en el parlamento, llamado «Ech-Choura», del cual Malouma era miembro y servía como Primera Secretaria, se constituía por 12 miembros de los 56 del Senado después de la elección de 2009. Malouma también sirvió en el Grupo Parlamentario por el Medio Ambiente y como segunda Secretaria del Comité de Relaciones Exteriores, Defensa y Fuerzas Armadas.
Malouma anunció en abril de 2014 que sentía que ya no podía continuar con su lucha por la democracia, aunque quería proseguir con el apoyo a causas culturales y ambientales. Aun así, las letras de su álbum Knou incluían alusiones a sus causas políticas favoritas: la igualdad y los derechos para todos, el lugar de la mujer en la sociedad y la educación para los jóvenes, todas causas bajo amenaza, así como la protección del medio ambiente. Al referirse a su rol político como senadora del partido opositor Agrupación de las Fuerzas Democráticas, en agosto de 2014 comentó: «Uso mi presencia y tiempo de habla en la cámara para extender el efecto de mis textos y mis canciones. Siempre que me encuentro con ministros o personalidades importantes, les recuerdo lo que la gente espera de ellos». También ha continuado dando su opinión sobre problemas como Palestina y la guerra iraquí en sus canciones. En una conferencia de prensa del 16 de diciembre de 2014, Malouma anunció que dejaba el partido de la oposición para unirse al partido gobernante, Unión por la República, bajo el argumento de que de esa manera podría participar de manera efectiva en construir Mauritania detrás de las políticas del líder actual Abdelaziz.

## Medio ambiente y cultura
Además del trabajo de su carrera musical y activismo político, Malouma también está comprometida en proyectos tanto de protección ambiental como de preservación cultural.

### Activismo ambiental
Malouma Mediah fue parte de un proyecto en 2009 que buscaba reubicar a 9000 familias que vivían en barrios pobres de las afueras de la ciudad a zonas del interior. Sostuvo que por razones de salud, primero debían hacerse mejoras a la infraestructura. En agosto de 2011, la Unión Internacional para la Conservación de la Naturaleza designó a Maloma como embajadora de buena voluntad en representación de África Central y Occidental. La posición le requería aumentar la conciencia sobre problemas ambientales con el objetivo de presentar soluciones sustentables. En su nombramiento, comentó: «Estoy encantada con la confianza que la UICN ha depositado en mí. Es un gran honor y daré mi mayor esfuerzo para cumplir con esta gran responsabilidad». En septiembre de 2012, se presentó en un concierto durante el Congreso Mundial de la Naturaleza de la UICN de 2012, en la isla de Jeju, Corea del Sur.

### Preservación cultural
Como resultado del sistema de castas de Mauritania, el desarrollo de la música tradicional recibe la ayuda de solo unas pocas familias y se encuentra amenazada por una cultura cerrada en la que las oportunidades de apoyo son limitadas. Como las familias no tienen medios para preservar su música o grabarla, sus creaciones a menudo se pierden en el olvido a causa de la ausencia de miembros de la familia interesados en asegurar su subsistencia. La situación se agrava además porque hay reglas que prohíben recibir apoyo por fuera del ambiente familiar. Preocupada de que las tradiciones musicales del país se estaban perdiendo, en 2006 Malouma instó al gobierno a que creara una escuela para preservar la herencia musical mauritana e incluso presentó una medida al Senado. En 2011, creó la Fundación Malouma en apoyo de la preservación de la herencia musical del país. La fundación busca proteger y preservar las raíces musicales árabes, africanas y bereberes de Mauritania y, con ese fin, recopila y guarda música de todo el país tanto para cuidarla como para hacerla disponible para otros usos, como la educación. Preocupada desde hacía tiempo de que las tradiciones musicales moras de su país estaban siendo reemplazadas por la música maliense y marroquí, preferidas por la generación joven, Malouma creó en 2014 el Festival de Música Mauritana.
Cuando produjo Nour en 2007, Malouma colaboró con el pintor Sidi Yahia, buscando crear imágenes visuales para ilustrar las canciones del álbum. Once pinturas fueron el resultado de la empresa conjunta, y Malouma y Yahia presentaron un debate cultural sobre sus obras titulado «Regarder la musique, écouter la peinture?» («¿Ver la música, escuchar la pintura?»). En 2013, se realizó una exhibición de un mes de duración que mostraba las pinturas y la música que las había inspirado en una galería de Nuakchot. En 2015, después de recibir una beca del Fondo Árabe para las Artes y la Cultura, Malouma convenció a músicos para que colaboraran con artistas al grabar su música, en un proyecto que apuntaba a recopilar la música de seis artistas y producir un álbum con sus obras. Malouma ha continuado con su presión para el establecimiento de una escuela musical, aunque eso requeriría sobreponerse a los tabúes existentes sobre las restricciones familiares en cuanto al legado musical.

## Premios y reconocimientos

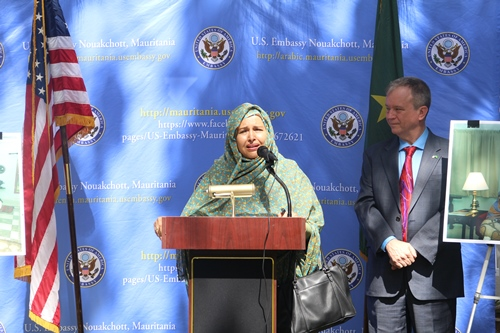
Malouma Meidah recibiendo el premio «Mujer de coraje mauritana» en 2015.

Malouma fue elegida por el jurado como una de las artistas destacadas de la World Music Expo de 2003 y dos años después, el musicólogo de la BBC Charlie Gillett la incluyó en su compilación en disco compacto Favorite Sounds of the World (Sonidos favoritos del mundo). Ese mismo año, N'Diaye Cheikh, un cineasta mauritano, produjo con Mosaic Films un documental sobre ella, titulado Malouma, diva des sables (Malouma, diva de las arenas), que ganó en la categoría de mejor documental en el Festival international du film de quartier (FIFQ) de Dakar, Senegal, y un premio de distinción en el Festival International de Programmes Audiovisuels (FIPA) de 2007, en Biarritz, Francia. En los BBC Radio 3 Awards for World Music de 2008 quedó en segundo lugar en la categoría de música del Medio Oriente y África del Norte. La comunidad de artistas griot mauritanos también la ha aclamado, llamándola la «primera verdadera compositora de Mauritania».
Malouma fue condecorada en 2013 como Caballera de la Legión de Honor por el embajador francés Hervé Besancenot, quien actuaba en nombre del presidente de Francia Nicolas Sarkozy. El 20 de enero de 2015, Malouma, «cantante del pueblo y senadora» de Mauritania fue honrada por el embajador estadounidense Larry André, en un almuerzo al que asistieron líderes notables, especialmente mujeres, de la sociedad civil del país. Entregando a Malouma el premio de «Mujer de coraje mauritana», el embajador notó su «excepcional coraje y liderazgo abogando por los derechos humanos, las mujeres, la igualdad de género y la armonía entre las tradiciones culturales de Mauritania».

## Obra seleccionada
- 1998, Desert of Eden (Desierto del Edén), un álbum que mezcla sonidos africanos occidentales y árabes-bereberes, publicado en Occidente.[64]
- 2003, Dunya (Vida), un álbum con doce canciones, grabado por la discográfica Marabi en Nuakchot. Es una mezcla de blues, rock, y melodías tradicionales mauritanas e indo-pakistaníes, todas cantadas en árabe hasanía.[7][8]
- 2007, Nour (Luz), un álbum de doce canciones, grabado por la discográfica Marabi durante su estadía en Angulema en 2003 y con el apoyo del organizador del festival Christian Mousset. Es una colección de ritmos de baile que incluyen guitarras eléctricas pero sin los elementos tradicionales de los moros.[7][10]
- 2008, Malouma recibió elogios por su canción de blues «Yarab» del álbum Desert Blues 3—Entre Dunes Et Savanes, publicado por Network Medien.[65]
- 2009, Malouma participó como compositora y vocalista de dos canciones, «Missy Nouakchott» y «Sable Émouvant», del álbum Ping Kong de DuOud.[66][67][68]
- 2014, Knou, una colección de temas de pop étnico entretejidos por instrumentos tradicionales, como los laúdes tidinit y las arpas ardin.[69]